# Udemy
Udemy, Inc. е компания за образователни технологии, която предоставя онлайн платформа за обучение и преподаване. Основана е през май 2010 г. от Ерен Бали, Гаган Бияни и Октай Чаглар.
Към юни 2023 г. платформата има 64 милиона потребители, над 210 000 курса и повече от 75 000 инструктори, преподаващи курсове на почти 75 езика, с над 870 милиона записани курсове.
Има повече от 14 900 клиенти на Udemy Business, а повече от 50% от Fortune 100 са клиенти на Udemy Business. Клиентите на Udemy Business имат достъп до повече от 24 хил. курсове, от които повече от 10,5 хил. са на английски и повече от 13,5 хил. са на 14 международни езика.
Студентите посещават курсове предимно за подобряване на работните умения. Някои курсове генерират кредити за техническо сертифициране. Udemy привлича корпоративни преподаватели, които искат да създадат курсова работа за служители на тяхната компания.
Udemy е със седалище в Сан Франциско, Калифорния и с центрове в Денвър, Колорадо, Дъблин, Ирландия, Остин, Тексас, Мелбърн, Австралия, Истанбул, Турция и Гургаон, Индия.

## История
През 2007 г. основателите на Udemy (you-de-mee, от you + academy (ти + академия на англ.) Ерен Бали и Октай Чаглар създават софтуер за виртуална класна стая на живо, докато живеят в Турция. Те виждат потенциал в това да направят продукта безплатен за всички и се преместват в Силицивата долина, за да основат компания две години по-късно. Сайтът е стартиран от Ерен Бали, Октай Чаглар и Гаган Бияни в началото на 2010 г.
През февруари 2010 г. основателите се опитват да наберат финансиране за рисков капитал, но идеята не успява да впечатли инвеститорите и те са отхвърлени 30 пъти според Гаган Бияни. В отговор на това те стартират разработката на продукта и стартират Udemy – „The Academy of You“ през май 2010 г. В рамките на няколко месеца 1000 инструктори създават около 2000 курса, а Udemy има близо 10 000 регистрирани потребители. Въз основа на тази благоприятна пазарна реакция те решават да опитат още един кръг от финансиране и набират 1 милион долара рисково финансиране до август.
През октомври 2011 г. компанията набира допълнителни 3 милиона долара във финансиране от Серия А, водено от инвеститорите на Groupon Ерик Лефкофски и Брад Кейуел, както и 500 Global (преди това 500 Startups) и MHS Capital
През декември 2012 г. компанията набира 12 милиона долара във второ финансиране, ръководено от Insight Venture Partners, както и Lightbank Capital, MHS Capital и Learn Capital, което довежда общото финансиране на Udemy до 16 милиона долара. На 22 април 2014 г. цифровото издание на Уол Стрийт Джърнъл съобщава, че главният оперативен директор на Udemy Денис Янг е назначен за главен изпълнителен директор, заменяйки Ерен Бали.
През май 2014 г. Udemy събира още 32 милиона долара във финансиране от серия C, водено от Norwest Venture Partners, както и от Insight Venture Partners и MHS Capital.
През юни 2015 г. Udemy набира 65 милиона долара кръг от четвъртото финансиране, водено от Stripes. Udemy се присъединява към друга къща за онлайн обучение – Skillsdox Inc от Канада, за да отвори училище за умения в Индия.
През юни 2016 г. Udemy събира 60 милиона долара от Naspers Ventures като продължение на 65 милиона долара от четвъртия кръг от финансиране от юни 2015 г.
На 5 февруари 2019 г. Udemy обявява, че бордът на компанията е назначил Грег Кокари за нов главен изпълнителен директор.
През февруари 2020 г. Udemy набира 50 милиона долара от дългогодишен партньор в Япония, Benesse Holdings, Inc., и обявява оценка от 2 милиарда долара.
През ноември 2020 г. Udemy събира 50 милиона долара при оценка от 3,25 милиарда долара, ръководена от Тенсент.
На 29 октомври 2021 г. Udemy провежда своето IPO в САЩ и е посочено под символа UDMY.
През 2024 г. Udemy обявява, че ще намали процента от приходите, получавани от академичния труд.

### Финанси
Udemy все още не е генерирал печалба, както е обичайно сред стартиращите фирми с висок растеж, които инвестират сериозно в собствения си растеж. Udemy отчита нетни загуби от 69,7 милиона долара за 2019 г. и 77,6 милиона долара нетни загуби за 2020 г. До 30 юни 2021 г. Udemy има натрупан дефицит от 407,9 милиона долара. През 2020 г. Udemy харчи 192,6 милиона долара за маркетинг и реклама.

### Брандиране
През 2021 г. Udemy променя брандирането си към настоящия облик с обърнат лилав символ над търговската марка на компанията с удебелени малки букви и черно оцветяване.
Преди това, с течение на времето, е стилизиран по редица различни начини, включително подобно лого в ярко зелено (както се вижда тук) без буквени ударения. Един пример за много ранен дизайн на лого използва по-голям текст и главна буква U в „Udemy“ в допълнение към голямо, стилизирано червено U от лявата страна.

## Характеристики
Udemy е платформа, която позволява на инструкторите да създават онлайн курсове по предпочитаните от тях теми. Използвайки инструментите за разработка на курсове на Udemy, инструкторите могат да качват видеоклипове, изходен код за разработчици, PowerPoint презентации, PDF файлове, аудио, ZIP файлове и всяко друго съдържание, което обучаемите може да намерят за полезно. Инструкторите могат също така да се ангажират и да взаимодействат с потребителите чрез онлайн дискусионни табла.
Предлагат се курсове в широк набор от категории, включително бизнес и предприемачество, академични науки, изкуства, здраве и фитнес, език, музика и технологии. Повечето класове са по практически предмети като AWS и Azure обучение, софтуер Excel или използване на камера на iPhone. Udemy също така предлага Udemy Business (по-рано Udemy for Business), позволявайки на бизнеса достъп до целеви пакет от над 24 000 курса по теми от тактики за дигитален маркетинг до продуктивност в офиса, дизайн, мениджмънт, програмиране и др. С Udemy Business организациите могат също да създават персонализирани портали за обучение за корпоративно обучение. За по-малки компании Udemy предлага Udemy Team Plan, който е лиценз с ограничено място, но е идентично със съдържанието на Udemy Business.
Курсовете по Udemy могат да бъдат платени или безплатни в зависимост от инструктора. През 2015 г. 10-те най-добри инструктори са направили повече от 17 милиона долара общи приходи.
През април 2013 г. Udemy предлага мобилно приложение за Епъл iOS, което позволява на потребителите да вземат уроци директно от IPhone. Версията за Android стартира през януари 2014 г. Към януари 2014 г. приложението за iOS е изтеглено над 1 милион пъти и 20 процента от потребителите на Udemy имат достъп до своите курсове през мобилно устройство. През юли 2016 г. Udemy разширява своята iOS платформа, за да включи Apple TV. На 11 януари 2020 г. мобилното приложение Udemy става № 1 най-доходоносното приложение за Android в Индия.
Udemy понякога се разглежда като част от движението MOOC, достъпно извън традиционната университетска система, предоставяйки опция за студенти, които искат да се задълбочат в сложни курсове на университетско ниво, докато учат в свободното си време.

## Прием
Udemy е споменат във в. „Ню Йорк Таймс“, „Чайна Пост“, „Фаст Къмпани“, Би Би Си, YPN и TechCrunch, като Mashable отбелязва, че „Udemy предлага изживяване, което съперничи на истинската класна стая и трябва да се окаже полезна програма за учители и студенти по всички предмети.“
През 2014 г. сп. „Форбс“ сочи съоснователя на Udemy Ерен Бали като част от техните „30 под 30“ от „най-ярките звезди в 15 различни области на възраст под 30 години“.
През 2020 г. Udemy е класиран в годишния списък „Промяна на света“ на списание „Форчън“.
Udemy е признат през 2019, 2020, 2021 и 2022 г. за най-доброто място за работа в района на залива.

## Критики
През ноември 2015 г. Udemy е обвинен в публикуване и печалба от пиратски курсове. Изпълнителният директор по това време, Денис Янг, отговаря на обвиненията в публикация в блог и заяви, че Udemy не е спечелил от този случай на пиратство.